# Fisogni
I Fisogni (De Cathaneis de Trenzano poi De Fisoneis) sono una nobile famiglia originaria di Brescia. La famiglia Fisogni si distinse nel corso dei secoli in diversi campi, sia militari che amministrativi, contribuendo alla storia della Repubblica di Venezia e della città di Brescia. Tuttavia, con il passare del tempo, alcuni rami della famiglia si estinsero o persero rilevanza economica. Un ramo importante della famiglia, stabilito a Brescia, proseguì fino al XIX secolo.

## Storia
La famiglia Fisogni, di antica origine nobiliare, ha rivestito un ruolo significativo nella storia del territorio bresciano, particolarmente in relazione ai feudi ecclesiastici.
I Fisogni erano conosciuti come De Cathaneis de Trenzano (o Terenziani) per poi cambiare il nome in De Fisoneis.
Il loro nome (talvolta mutato in "Bisogni") compare anche tra quelli compresi nella matricola Malatestiana del 1406. Furono originari di Trenzano.

### Patriziato Bresciano
Il patriziato bresciano ebbe origine nel Medioevo e, sebbene il Consiglio cittadino di Brescia fosse considerato di carattere popolare, l'elemento aristocratico vi ha sempre prevalso. Nel 1438, su iniziativa della Repubblica di Venezia e con l'approvazione del Consiglio speciale del Comune di Brescia, venne proposta una riforma denominata "serrata del Maggior Consiglio". Tale riforma, approvata il 5 settembre e ratificata l'11 settembre dello stesso anno, rese ereditario il diritto di voto tra i discendenti dei nobili e di coloro che avevano reso onore alla città, specialmente durante la difesa dell'assedio del 1438.
Ogni due anni si aggiornava il registro del patriziato, eliminando i nomi dei defunti o di coloro deposti per crimini, e, previo un processo rigoroso, venivano ammessi nuovi membri. Questi potevano essere i figli dei patrizi che avevano raggiunto i 25 anni o cittadini che soddisfacevano i requisiti stabiliti dagli statuti. Tale operazione biennale era nota come "Riforma" (Reformatio Consilii).
L'ultima Riforma fu eseguita nel 1796, poco prima che il Maggior Consiglio patrizio venisse sciolto con la rivoluzione del 1797 contro la Repubblica di Venezia. Con la costituzione della Repubblica Cisalpina e Italiana, tutti i titoli nobiliari vennero aboliti, e gli stemmi furono rimossi dalle facciate delle abitazioni e dagli edifici religiosi.
Tuttavia, i titoli nobiliari furono ripristinati durante il Regno Napoleonico, e il patriziato bresciano continuò a essere riconosciuto nei discendenti dei patrizi registrati fino al 1796. Gli Austriaci, in seguito, inclusero i nobili bresciani sotto la categoria dei nobili lombardi, nonostante Brescia non fosse mai stata considerata parte della Lombardia fino al 1797, con la caduta della Repubblica di Venezia e la nascita della Repubblica Cisalpina.
Il Gran Consiglio Bresciano, in virtù degli antichi statuti, esercitava alcune prerogative di sovranità, come il diritto esclusivo di eleggere i Governatori dei distretti del territorio bresciano, che assumevano titoli quali Podestà, Capitani o Vicari, a seconda della località. Il Consiglio aveva inoltre il potere di nominare Giudici, Consoli e Provveditori, nonché di conferire titoli come la Contea di Asola, con il diritto per i patrizi di apporre una corona comitale sul proprio stemma.
Gli elenchi austriaci del 1828 e del 1840 contribuirono a confondere i nobili bresciani con quelli lombardi, sebbene Brescia non fosse inclusa nella Lombardia propriamente detta prima del 1797. A causa di queste imprecisioni, venne richiesto che il titolo di patrizio bresciano fosse nuovamente riconosciuto ai discendenti maschili della famiglia patrizia.

### Date Rilevanti

#### Investitura Feudale del 1388
Il 29 aprile 1388, Girardo, Fachino e Giacobino della famiglia Fisogni ottennero l'investitura feudale dall'Episcopato di Brescia, consolidando così i loro diritti sulle terre e beni feudali della regione.

#### Acquisizioni di Beni Ecclesiastici nel 1421
Nel 1421, la famiglia Fisogni, insieme ad altri cittadini nobiliari, acquisì e scambiò diversi beni ecclesiastici, tramite l'autorità della Chiesa. Tali beni contribuirono a consolidare il patrimonio e il prestigio della famiglia nell'area bresciana.

#### Investitura del 1422
Il 9 luglio 1422, Giovannino Fisogni ricevette una nuova investitura feudale, confermando i diritti della famiglia sui possedimenti ecclesiastici. Questo avvenne in seguito a un tentativo, da parte della famiglia Priduaghi, di spogliare i Fisogni di questi privilegi feudali, tentativo che venne respinto con successo.

#### Investitura del 1764
Il 4 febbraio 1764, Gerolamo, Baldassare, Cesare e Giovanni Fisogni ricevettero una nuova investitura feudale, continuando la tradizione della famiglia e rafforzando i suoi legami con le istituzioni ecclesiastiche e nobiliari della zona.

#### Riconoscimento del titolo nel Regno d'Italia
Nel 1886, il Ministro Segretario di Stato per gli Affari Interni del Regno d’Italia, in seguito alla domanda presentata dai fratelli Carlo e Chiara Fisogni, deliberò il riconoscimento ufficiale del titolo nobiliare alla famiglia. La richiesta riguardava l’iscrizione del titolo nei registri della Consulta Araldica, come previsto dal Regio Decreto dell'8 maggio 1870.
Il Regio Commissario presso la Consulta Araldica espresse parere favorevole il 10 giugno 1886. Sulla base dell'articolo 16 del regolamento, fu conferito il titolo di Nobile a Carlo Fisogni, nato a Brescia l'8 agosto 1854, con diritto di trasmissione ai discendenti legittimi di ambo i sessi per linea maschile. Anche Chiara Fisogni, nata a Brescia il 17 agosto 1856, ricevette il titolo personale di Nobile, non trasmissibile.
Entrambi furono iscritti nei registri ufficiali della Consulta Araldica e ottennero il diritto di utilizzare lo stemma gentilizio della famiglia, come descritto nel documento annesso alla dichiarazione.

## Stemma

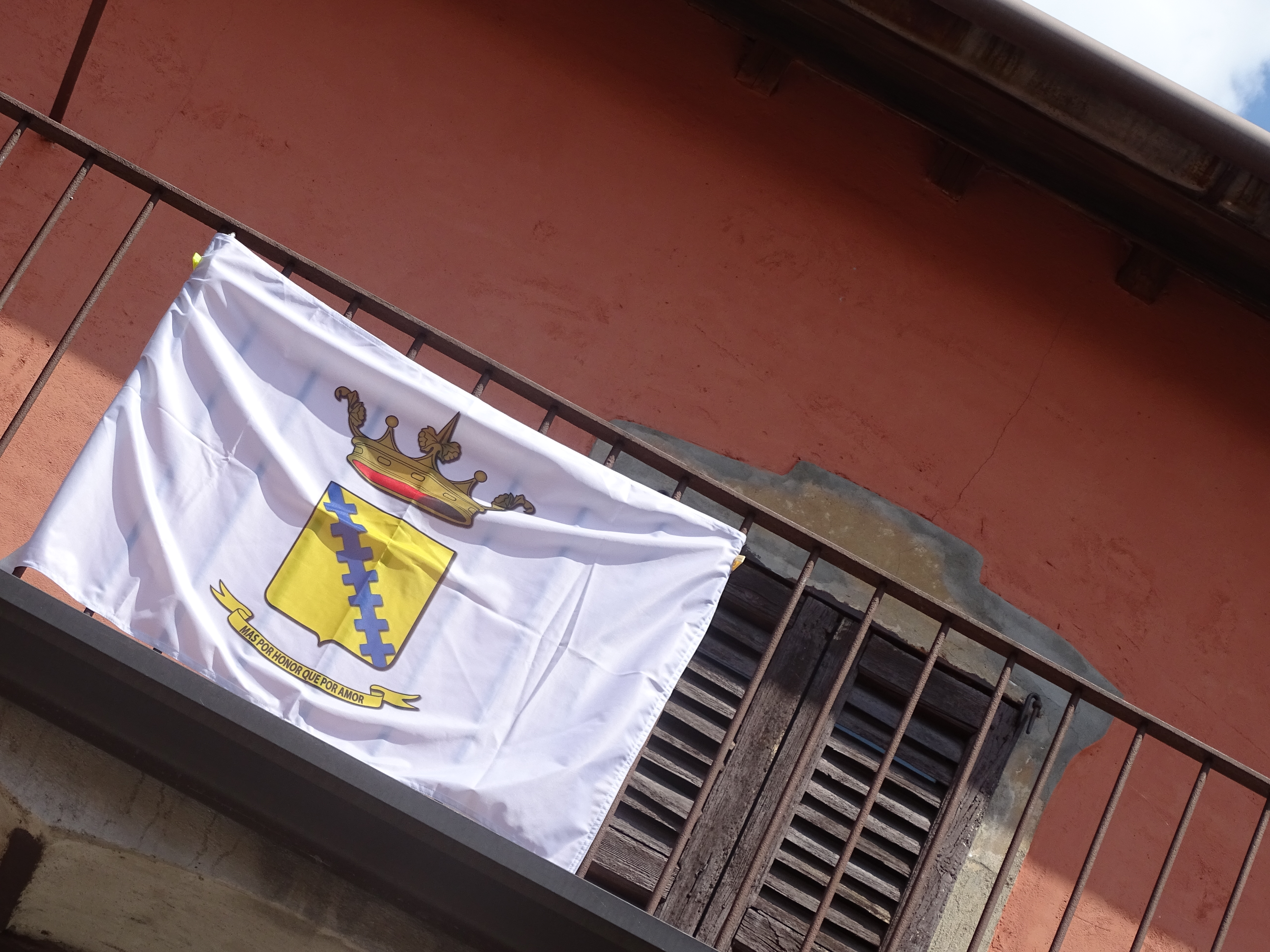
Bandiera con lo stemma dei Fisogni

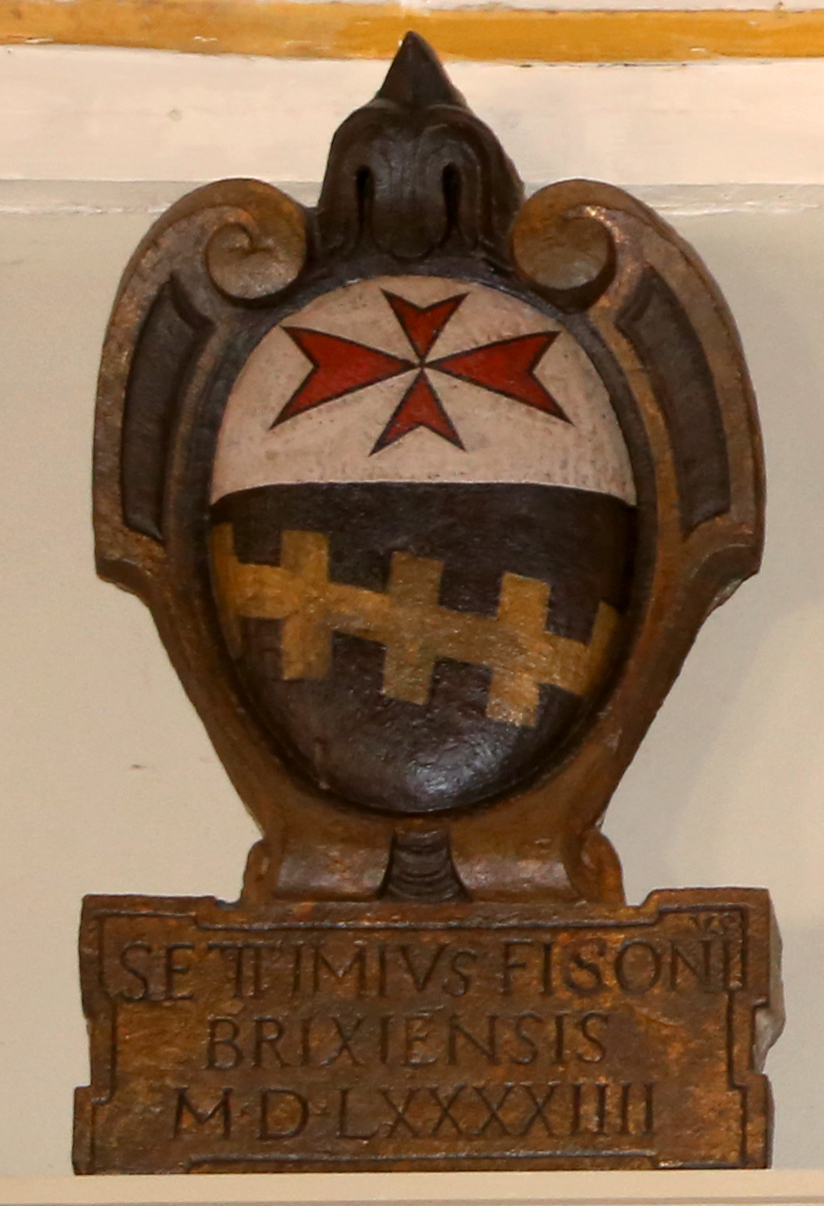
Stemma utilizzato da Settimio Fisogni nel 1594 (conservato al Palazzo della Carovana di Pisa)

D'oro alla banda doppiomerlata d'azzurro.
Secondo la leggenda, l'origine dello stemma della famiglia deriverebbe da un atto eroico compiuto da Opizzone durante l'assedio di Gerusalemme. Si racconta che fu uno dei primi a collocare una scala sulle mura della città, contribuendo all'assalto dei crociati.

## Personaggi illustri
- Opizzone Fisogni (XI secolo), Opizzone Fisogni è tradizionalmente considerato uno dei sei capitani bresciani che accompagnarono Goffredo di Buglione durante la Prima Crociata (1096). Secondo la tradizione familiare, Opizzone sarebbe il capostipite della nobile famiglia Fisogni, anche se non esistono documenti ufficiali che provino la sua discendenza diretta fino a Zilio de Cattanei, attestato nel 1283. La connessione genealogica tra i due viene riportata esclusivamente in un antico albero genealogico della famiglia Fisogni.
- Giliolo Fisogni (? - 1302), probabile fondatore della famiglia, è sepolto nel chiostro di San Domenico a Brescia
- Giovanni Bisogni (XVI secolo), capitano di cavalleria di Carlo V, capostipite del ramo calabro e della famiglia Bisogni[1]
- Orazio Fisogni (1546 ca - 1572), sopracomito nella flotta veneta, guidò la galea S. Eufemia armata da Brescia, durante la battaglia di Lepanto, conquistando 11 bandiere turche[3]
- Carlo Fisogni (1854 - 1936), politico e tiratore a segno italiano, deputato e sindaco di Brescia
- Costanzo Fisogni (XX secolo), Cavaliere dell'ordine di Vittorio Veneto (conferito nel 1971)
- Guido Fisogni (1941 - viv.), imprenditore, nipote di Carlo e fondatore dell'omonimo museo delle stazioni di servizio

## Dimore

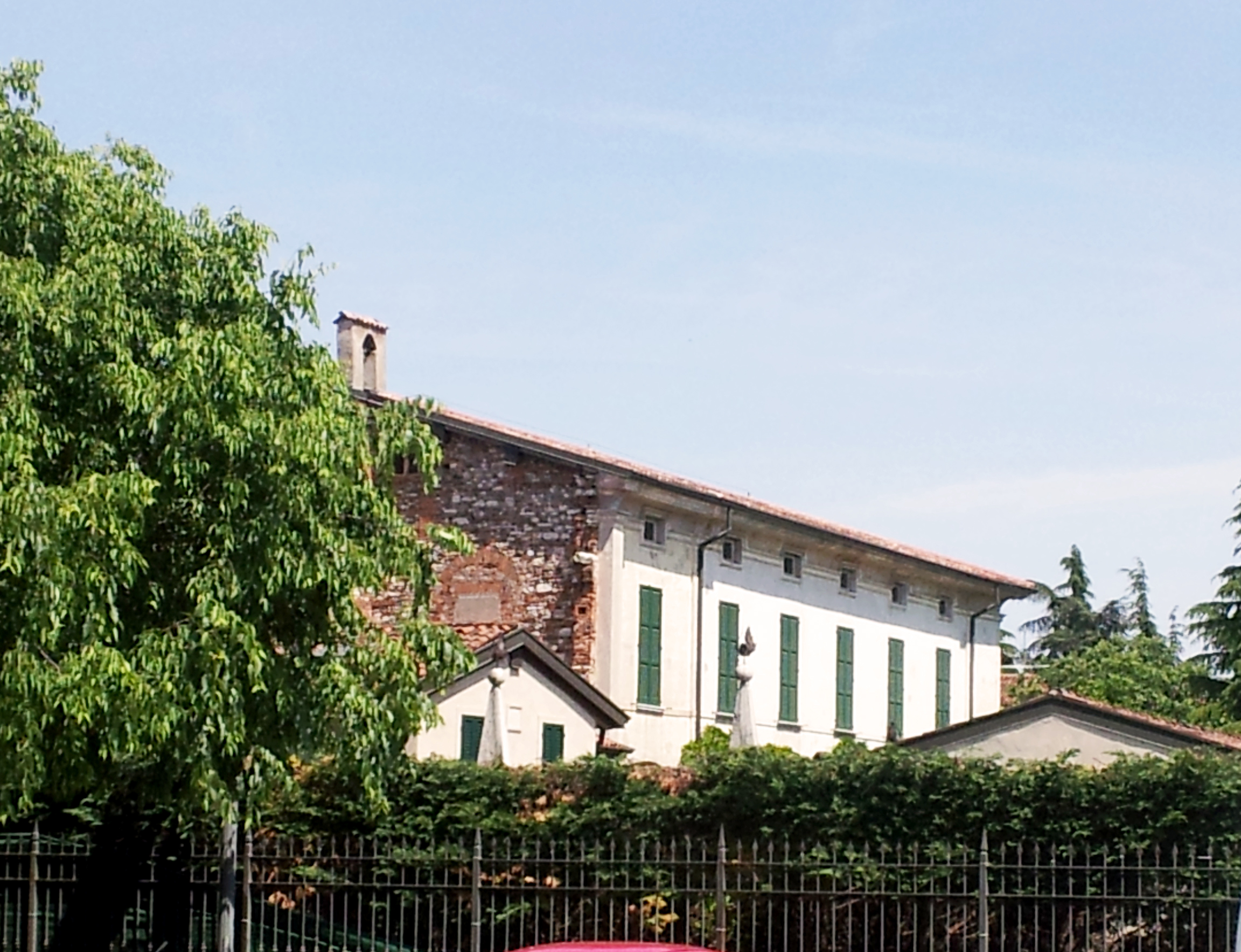
Vista sud di Palazzo Fisogni a Borgosatollo

I Fisogni possedevano vaste proprietà nelle località di Ognato, Brandico, Trenzano e Bettegno, alcune delle quali furono successivamente vendute o passate a famiglie collaterali. Tra i palazzi storici della famiglia spicca il Palazzo Fisogni di piazzetta S. Maria Calchera a Brescia, acquistato nel XVII secolo da Costanzo Fisogni.

### Palazzo Fisogni (Borgosatollo)
Palazzo Fisogni è situato a Borgosatollo in via IV Novembre, presso la piazza principale del paese.
La fabbrica attuale è il risultato della ristrutturazione operata nel Settecento dai nobili Crotte su precedenti edifici e case coloniche della famiglia Gandelli, del XVI e XVII secolo, di cui sono state mantenute alcune caratteristiche. Dal lato della strada, il parco è protetto da un alto muro cinta ornato da otto vasi di pietra sagomati e coronati da mazzi di foglie in ferro battuto. Il portale è a bugne, affiancato da lesene e sormontato da un cornicione. Il palazzo è orientato verso meridione; è presente un portico a sei campate con volte a crociera. I due portali in pietra, posti sulle testate del portico, presentano i due stemmi della famiglia Crotta.

### Palazzo Fisogni (Brescia)
Costruito nel sec. XVI e situato presso piazzetta Santa Maria Calchera a Brescia. Nel 1550, il palazzo fu acquistato da Costanzo Fisogni. Ancora oggi, il palazzo è abitato dai discendenti di Costanzo Fisogni.
Uno degli elementi più sorprendenti della facciata del palazzo, che si affaccia sulla piazza, è il suo aspetto originale e distintivo, diverso da qualsiasi altra residenza nobiliare della città. La facciata è priva di decorazioni tipiche e mette in risalto la pietra nuda e i vari materiali costruttivi utilizzati. Questa semplicità fa sembrare il palazzo più simile a una villa rurale o a una casa di campagna piuttosto che a una residenza signorile urbana.
Ciò che potrebbe inizialmente apparire come un difetto è, in realtà, uno dei maggiori pregi del palazzo: una caratteristica unica che testimonia le molte trasformazioni e rimaneggiamenti subiti nel corso degli anni, rendendolo una testimonianza vivente della sua evoluzione storica.
Sede dell'archivio Gentilizio Fisogni Della Romiglia, riconosciuto dalla Sovrintendenza Archivistica Lombarda il 21 Dicembre 1964 per l'inclusione di pergamene e carte di una delle più antiche famiglie di Brescia, con personaggi illustri nella storia bresciana. Stabilito dal nobile Costanzo Fidogni Della Romiglia sulla base di raccolte preesistenti.

## Possedimenti
- Trenzano
- Brandico
- Borgosatollo

## Museo Fisogni
Guido Fisogni, nipote di Carlo, nel 1966 creò il Museo Fisogni della stazione di servizio, dedicato al mondo dei distributori di carburante. È la maggiore collezione al mondo di tale settore, con oltre 8000 pezzi, e certificata dal Guinness World Record.